# Rupsa
Der Rupsa (bengalisch রূপসা নদী Rūpsā nadī) ist ein Fluss im Südwesten Bangladeschs und ein indirekter Mündungsarm des Ganges. Der Rupsa ist einer der bekanntesten Flüsse Bangladeschs.

## Beschreibung
Der Rupsa bildet sich aus dem Zusammenfluss der Flüsse Bhairab und Madhumati und mündet in den Pasur. Seine Gesamtlänge wird von den Gezeiten beeinflusst
Der Rupsa fließt an Khulna vorbei und ist über den Fluss Poshur am Mongla-Kanal mit der Bucht von Bengalen verbunden. In der Nähe von Chalna ändert er seinen Namen in Pasur und fließt in den Golf von Bengalen.
Eine bedeutende Anzahl von Fischereibetrieben, Werften und Fabriken befindet sich am Ufer dieses Flusses. Eine bedeutende Anzahl von Familien sind darauf angewiesen, Fische im Fluss zu fangen. Die Khan-Jahan-Ali-Brücke verbindet die Bezirke Khulna und Bagerhat.